# Liberali (Svezia)
I Liberali (in svedese: Liberalerna; fino al 2015: Partito Popolare Liberale, in svedese: Folkpartiet liberalerna) sono un partito politico svedese d'ispirazione socioliberale.
In Svezia è considerato un partito di centro-destra, ma ha supportato anche governi di centro-sinistra dal 2018 al 2021.
È aderente all'Internazionale Liberale e, sul piano europeo, all'ALDE.

## Storia del partito
Nel 1809 viene fondato un primo partito denominato "liberale", dopo il colpo di Stato tendente a limitare i poteri del re. Nel 1895 viene fondato il "Folkpartiet" (Partito Popolare), un partito liberal-radicale. Nel 1900 viene fondato il Partito Liberale e nel 1902 il "Frisinnade Landsföreningen" (Associazione nazionale del libero spirito), primo partito liberale di rilievo nazionale, che si rifaceva al movimento ecclesiale della "libera religione". Nel 1902, Karl Staaff fu nominato portavoce del partito e fu primo ministro fino al 1907. Staaff divenne primo ministro di nuovo nel 1911, ma si dimise nel 1914 a causa del conflitto con il re che non condivideva la scelta neutrale della Svezia durante la prima guerra mondiale.
Tra il 1917 ed il 1920, fu leader del partito Nils Edén che portò i Liberali in un'alleanza di governo con i Socialdemocratici, alleanza che favorì il suffragio universale e la democraticizzazione del sistema politico svedese.
Nel 1923, dal partito si staccò il Frisinnade Landsföreningen (Partito Liberale di Svezia), che non aveva condiviso la politica proibizionista sugli alcolici tenuta dal partito. La scissione si ricompose nel 1934, quando il partito assunse la denominazione di "Folkpartiet" (Partito Popolare).
Dal 1939 al 1945, il partito partecipò alla coalizione di unità nazionale, che escluse solo i comunisti, e che decise la neutralità della Svezia durante la seconda guerra mondiale.
Nel 1976, i liberali presero parte alla coalizione con Centristi e Moderati. Fu il primo governo, in sessant'anni, al quale non presero parte i socialdemocratici. Nel 1978, Ola Ullsten, leader del partito, fu Primo Ministro di un governo di minoranza. Nel 1979 si tornò al tripartito, mentre nel 1980 ci fu un bipartito con i Centristi.
Nel 1990 il partito ha assunto il nome attuale e, dal 1991 al 1994, ha preso parte al governo quadripartito guidato dal Moderato Carl Bildt.
Nel 2004 è nata la coalizione Alleanza per la Svezia, composta da Liberali, Moderati, Centristi e Democratici Cristiani, con lo scopo di vincere le elezioni politiche del 2006.
I liberali, alle elezioni del 2006, vennero penalizzati dalla campagna elettorale degli alleati Moderati. Questi ultimi, infatti, si dimostrarono molto attenti alle questioni sociali e poco inclini a "rivoluzioni" liberiste. I liberali, pertanto, videro quasi dimezzare i propri consensi, passando dal 13,3% al 7,5% dei voti, a tutto vantaggio dei Moderati, che incrementarono i propri consensi del 9,2%. L'Alleanza per la Svezia riuscì ad ottenere una maggioranza in parlamento, anche se limitata, appena 178 contro i 171 degli avversari di centro-sinistra (Socialdemocratici, Verdi, Partito della Sinistra). Il moderato Fredrik Reinfeldt venne nominato primo ministro.
Alle elezioni politiche del 2010 i liberali popolari persero ulteriormente terreno, calando al 7,1% (-0,4) e a 24 seggi (-4). L'Alleanza per la Svezia, mantenne il governo del paese (ottenne 173 seggi su 349, due in meno alla maggioranza assoluta) grazie all'astensione dei Democratici Svedesi, destra radicale.

## Struttura

### Presidente
| Nome             | Inizio            | Fine              |
| ---------------- | ----------------- | ----------------- |
| Gustaf Andersson | 10 gennaio 1935   | 28 settembre 1944 |
| Bertil Ohlin     | 28 settembre 1944 | 11 giugno 1967    |
| Sven Wedén       | 11 giugno 1967    | 26 settembre 1969 |
| Gunnar Helén     | 7 novembre 1969   | 7 novembre 1975   |
| Per Ahlmark      | 7 novembre 1975   | 4 marzo 1978      |
| Ola Ullsten      | 4 marzo 1978      | 1º ottobre 1983   |
| Bengt Westerberg | 1º ottobre 1983   | 4 febbraio 1995   |
| Maria Leissner   | 4 febbraio 1995   | 15 marzo 1997     |
| Lars Leijonborg  | 15 marzo 1997     | 7 settembre 2007  |
| Jan Björklund    | 7 settembre 2007  | 28 giugno 2019    |
| Nyamko Sabuni    | 28 giugno 2019    | 8 aprile 2022     |
| Johan Pehrson    | 8 aprile 2022     | in carica         |

### Segretario generale
| Nome                | Inizio          | Fine            |
| ------------------- | --------------- | --------------- |
| Gunnar Hammarlund   | 1934            | 1943            |
| Birger Lundstrom    | 1943            | 1960            |
| Olle Dahlén         | 1960            | 1964            |
| Cyril Olsson        | 1964            | 1967            |
| David Wimark        | 1967            | 1969            |
| Carl Tham           | 1969            | 1976            |
| Gunnar Strom        | 1976            | 1979            |
| Lars Leijonborg     | 1979            | 1982            |
| Birgit Friggebo     | 1984            | 1994            |
| Susann Torgerson    | 1994            | 1995            |
| Torbjorn Pettersson | 1995            | 2001            |
| Johan Pehrson       | 2001            | 2003            |
| Johan Jakobsson     | 2003            | 2006            |
| Helena Dyrssen      | 2006            | 2006            |
| Erik Ullenhag       | 10 ottobre 2006 | 5 ottobre 2010  |
| Nina Larsson        | 5 ottobre 2010  | 3 ottobre 2014  |
| Maria Arnholm       | 3 ottobre 2014  | 28 giugno 2019  |
| Juno Blom           | 28 giugno 2019  | 8 aprile 2022   |
| Maria Nilsson       | 13 aprile 2022  | 17 ottobre 2022 |
| Gulan Avci          | 17 ottobre 2022 | in carica       |

## Simboli

Partito Popolare Liberale
Liberali

## Risultati elettorali

### Elezioni legislative
| Anno | Voti    | %          | +/-  | Seggi    | +/-     | Status                                                       |
| ---- | ------- | ---------- | ---- | -------- | ------- | ------------------------------------------------------------ |
| 1936 | 376 161 | 12,9 (4.º) |      | 27 / 230 |         | Opposizione                                                  |
| 1940 | 344 113 | 12,0 (4.º) | 0,9  | 23 / 230 | 4       | Governo                                                      |
| 1944 | 398 293 | 12,9 (4.º) | 0,9  | 26 / 230 | 3       | Governo                                                      |
| 1948 | 882 437 | 22,7 (2.º) | 9,8  | 57 / 230 | 31      | Opposizione                                                  |
| 1952 | 924 819 | 24,4 (2.º) | 1,7  | 58 / 230 | 1       | Opposizione                                                  |
| 1956 | 923 564 | 23,8 (2.º) | 0,6  | 58 / 231 | Stabile | Opposizione                                                  |
| 1958 | 700 019 | 18,2 (3.º) | 5,1  | 38 / 231 | 20      | Opposizione                                                  |
| 1960 | 744 142 | 17,5 (2.º) | 0,7  | 40 / 232 | 2       | Opposizione                                                  |
| 1964 | 720 733 | 17,0 (2.º) | 0,5  | 43 / 233 | 3       | Opposizione                                                  |
| 1968 | 688 456 | 14,3 (3.º) | 2,7  | 34 / 233 | 9       | Opposizione                                                  |
| 1970 | 806 667 | 16,2 (3.º) | 1,9  | 58 / 350 | 24      | Opposizione                                                  |
| 1973 | 486 028 | 9,4 (4.º)  | 6,8  | 34 / 350 | 24      | Opposizione                                                  |
| 1976 | 601 556 | 11,1 (4.º) | 1,7  | 39 / 349 | 5       | Governo                                                      |
| 1979 | 577 063 | 10,6 (4.º) | 0,5  | 38 / 349 | 1       | Governo                                                      |
| 1982 | 327 770 | 5,9 (4.º)  | 4,7  | 21 / 349 | 17      | Opposizione                                                  |
| 1985 | 792 268 | 14,2 (3.º) | 8,3  | 51 / 349 | 30      | Opposizione                                                  |
| 1988 | 655 720 | 12,2 (3.º) | 2,0  | 44 / 349 | 7       | Opposizione                                                  |
| 1991 | 499 356 | 9,1 (3.º)  | 3,1  | 33 / 349 | 11      | Governo                                                      |
| 1994 | 399 556 | 7,2 (4.º)  | 1,9  | 26 / 349 | 7       | Opposizione                                                  |
| 1998 | 248 076 | 4,7 (6.º)  | 2,5  | 17 / 349 | 9       | Opposizione                                                  |
| 2002 | 710 312 | 13,4 (3.º) | 8,7  | 48 / 349 | 31      | Opposizione                                                  |
| 2006 | 418 395 | 7,5 (4.º)  | 5,9  | 28 / 349 | 20      | Governo                                                      |
| 2010 | 420 524 | 7,1 (4.º)  | 0,4  | 24 / 349 | 4       | Governo                                                      |
| 2014 | 337 773 | 5,4 (7.º)  | 1,7  | 19 / 349 | 5       | Opposizione                                                  |
| 2018 | 355 546 | 5,49 (7.°) | 0,09 | 20 / 349 | 1       | Appoggio esterno passivo (2018-2021) Opposizione (2021-2022) |
| 2022 | 298 542 | 4,61 (8.°) | 0,88 | 16 / 349 | 4       | Governo                                                      |

### Elezioni europee
| Anno | Voti    | %          | +/-  | Seggi        | +/-     |
| ---- | ------- | ---------- | ---- | ------------ | ------- |
| 1995 | 129 376 | 4,8 (6.º)  |      | 1 / 22       |         |
| 1999 | 350 339 | 13,9 (4.º) | 9,1  | 3 / 22       | 2       |
| 2004 | 247 750 | 9,9 (5.º)  | 4,0  | 2 / 19       | 1       |
| 2009 | 430 385 | 13,6 (3.º) | 3,7  | 3 / 183 / 20 | 1       |
| 2014 | 368 514 | 9,9 (4.º)  | 3,7  | 2 / 20       | 1       |
| 2019 | 171 419 | 4,13 (8.°) | 5,77 | 1 / 20       | 1       |
| 2024 | 183 675 | 4,38 (8.°) | 0,25 | 1 / 21       | Stabile |